# Live! (Status Quo)
Live! è il primo album dal vivo registrato dalla rock band inglese Status Quo, pubblicato nel marzo del 1977.

## Il disco

### Contenuti
Dopo i consensi ottenuti nel 1975 con la versione live single del brano Roll Over Lay Down, gli Status Quo decidono di incidere un vero e proprio album dal vivo. Per la registrazione vengono fissate tre date - 27, 28 e 29 ottobre 1976 - presso l'Apollo Theatre di Glasgow, notoriamente uno dei posti più “caldi” e fragorosi della piazza britannica.
L'album contiene solo brani incisi a partire dalla svolta rock del 1970 ed è permeato da uno stile energico e dinamico, suoni ruvidi e compatti, ritmi incalzanti, a tratti frenetici. L'intensità e l'esuberanza dello show vengono spesso rimarcate dallo slancio e dal fragore partecipativo del pubblico.
Tra i pezzi meglio rappresentativi, Forty-Five Hundred Times, brano del 1973 allungato a dismisura fino a quasi 17 minuti, con l'aggiunta di ampie sezioni improvvisate col tipico lavoro ad intreccio tra le chitarre di Rossi e Parfitt.

### Pubblicazione
Il prodotto viene pubblicato il 4 marzo del 1977 dalla Vertigo Records come doppio album. In America viene distribuito dalla Capitol Records con una diversa copertina. 
I brani, nell'album di vinile pubblicato nel 1977, sono dislocati in ordine parzialmente diverso rispetto alla reale scaletta del concerto, per ragioni di spazio. Con le successive ristampe CD, la cronologia viene invece rispettata.

### Accoglienza
La perizia delle esecuzioni, la nitidezza delle incisioni e la qualità della produzione vengono molto elogiate dalla critica musicale britannica in uno con l'integrità e la genuinità del prodotto, realizzato senza modifiche o aggiunte ulteriori inserite abusivamente in studio. Il disco viene premiato dal pubblico con un grande successo commerciale (al n. 3 in UK e ai vertici delle classifiche in molti paesi) ed è ritenuto tra i migliori live album della storia del rock.

## Tracce
Disco 1 lato A
1. Junior's Wailing – 5:21 (White/Pugh)
2. Backwater / Just Take Me – 8:08 (Parfitt/Lancaster)
3. Is There a Better Way – 4:27 (Lancaster/Rossi)
4. In My Chair – 4:05 (Rossi/Young)

Disco 1 lato B
1. Little Lady / Most of the Time – 6:47 (Parfitt/Rossi/Young)
2. Forty-Five Hundred Times – 16:45 (Rossi/Parfitt)

Disco 2 lato A
1. Roll Over Lay Down – 5:58 (Rossi/Young/Parfitt/Lancaster/Coghlan)
2. Big Fat Mama – 5:13 (Rossi/Parfitt)
3. Caroline / Bye Bye Johnny – 12:51 (Rossi/Young/Berry)

Disco 2 lato B
1. Rain – 4:33 (Parfitt)
2. Dont' Waste My Time – 4:10 (Rossi/Young)
3. Roadhouse Blues – 14:14 (Morrison)

Tracce del doppio CD 2005
CD 1
1. Junior's Wailing – 5:21 (White/Pugh)
2. Backwater / Just Take Me – 8:08 (Parfitt/Lancaster)
3. Is There a Better Way – 4:27 (Lancaster/Rossi)
4. In My Chair – 4:05 (Rossi/Young)
5. Little Lady / Most of the Time – 6:47 (Parfitt/Rossi/Young)
6. Rain – 4:33 (Parfitt)
7. Forty-Five Hundred Times – 16:45 (Rossi/Parfitt)

CD 2
1. Roll Over Lay Down – 5:58 (Rossi/Young/Parfitt/Lancaster/Coghlan)
2. Big Fat Mama – 5:13 (Rossi/Parfitt)
3. Dont' Waste My Time – 4:10 (Rossi/Young)
4. Roadhouse Blues – 14:14 (Morrison)
5. Caroline – 5:00 (Rossi/Young)
6. Bye Bye Johnny – 7:51 (Berry)

## Deluxe Edition 2014
L'8 settembre 2014, viene pubblicata la deluxe edition dell'album contenente quattro CD.
Nei primi due dischi viene riprodotto l'album del 1977, con il sound completamente restaurato e rimasterizzato.
Nel terzo CD è contenuta la ristampa di Tokyo Quo un album dal vivo registrato al Sun Plaza Hall di Tokyo nel 1976 e in origine riservato solo al mercato nipponico.
Il quarto CD comprende un concerto registrato in Australia nel 1974.
Il libretto, oltre a varie foto del periodo di incisione dell'album, contiene delle ampie note illustrative redatte a cura di Dave Ling, critico delle riviste musicali britanniche Classic Rock e Metal Hammer.

### Tracce Deluxe Edition
CD 1
I dischi 1 e 2 contengono l'album originale del 1977, in versione restaurata e rimasterizzata. I brani sono nella giusta cronologia del concerto.
1. Junior's Wailing – 5:21 (White/Pugh)
2. Backwater / Just Take Me – 8:08 (Parfitt/Lancaster)
3. Is There a Better Way – 4:27 (Lancaster/Rossi)
4. In My Chair – 4:05 (Rossi/Young)
5. Little Lady / Most of the Time – 6:47 (Parfitt/Rossi/Young)
6. Rain – 4:33 (Parfitt)
7. Forty-Five Hundred Times – 16:45 (Rossi/Parfitt)

CD 2
1. Roll Over Lay Down – 5:58 (Rossi/Young/Parfitt/Lancaster/Coghlan)
2. Big Fat Mama – 5:13 (Rossi/Parfitt)
3. Dont' Waste My Time – 4:10 (Rossi/Young)
4. Roadhouse Blues – 14:14 (Morrison)
5. Caroline – 5:00 (Rossi/Young)
6. Bye Bye Johnny – 7:51 (Berry)

CD 3
Include la ristampa di Tokyo Quo un album dal vivo registrato al Sun Plaza Hall di Tokyo il 17 novembre del 1976. In origine pubblicato nel 1977 e riservato solo al mercato giapponese.
1. Is There a Better Way – 4:01 (Lancaster/Rossi)
2. Little Lady – 3:03 (Parfitt)
3. Most of the Time – 3:36 (Rossi/Young)
4. Rain – 4:36 (Parfitt)
5. Caroline – 4:29 (Rossi/Young)
6. Roll Over Lay Down – 6:08 (Rossi/Young/Parfitt/Lancaster/Coghlan)
7. Big Fat Mama – 5:15 (Rossi/Parfitt)
8. Don't Waste My Time – 4:14 (Rossi/Young)
9. Bye Bye Johnny – 6:59 (Berry)

CD 4
Include un concerto dal vivo registrato presso il Sydney Hodern Pavilion, Australia, il 20 novembre 1974.
1. Junior's Wailing – 4:04 (White/Pugh)
2. Backwater – 4:37 (Parfitt/Lancaster)
3. Just Take Me – 3:47 (Parfitt/Lancaster)
4. Claudie – 4:19 (Rossi/Young)
5. Railroad – 5:51 (Rossi/Young)
6. Roll Over Lay Down – 5:40 (Rossi/Parfitt/Young/Lancaster/Coghlan)
7. Big Fat Mama – 5:24 (Rossi/Parfitt)
8. Don't Waste My Time – 4:14 (Rossi/Young)
9. Roadhouse Blues (Part 1) – 8:55 (Morrison)
10. Roadhouse Blues (Part 2) – 1:38 (Morrison)
11. Caroline – 4:16 (Rossi/Young)
12. Drum Solo – 3:21 (Coghlan)
13. Bye Bye Johnny – 6:14 (Berry)

## Formazione
- Francis Rossi (chitarra solista, voce)
- Rick Parfitt (chitarra ritmica, voce)
- Alan Lancaster (basso, voce)
- John Coghlan (percussioni)

## Altri musicisti
- Andy Bown (tastiere)
- Bob Young (armonica a bocca)

## British album chart
| Posizione | 4 | 3 | 3 | 5 | 5 | 9 | 11 | 12 | 12 | 10 | 13 | 12 | 19 | 19 | 21 | 27 | 37 | 38 | 39 | uscito |